# Agoda
Agoda.com este o companie de rezervări hoteliere online, specializată pe hoteluri în special în Asia, dar cu domeniu de activitate semnificativ și în Europa. Compania are sediul central în Singapore, cu sedii operaționale în Bangkok, Kuala Lumpur, Tokyo, Sydney, Hong Kong și Budapesta, și alte birouri în marile orașe din Asia, Africa, Orientul Mijlociu, Europa și America.

## Istoric
Predecesoarele companiei actuale au fost fondate în 1997 în Phuket, Thailanda sub numele de PlanetHoliday.com, apoi PrecisionReservations.com în 2003 de către Michael Kenny. În 2003 cofondatorul companiei, Robert Rosenstein se alătură companie ca și liderul răspunzător pentru regiunea asiatică, iar mai târziu în 2005 ei unesc cele două pagini sub numele de Agoda Company Pte. Ltd, care este înregistrat în Singapore. Așa a pornit la drum prima versiune Agoda.com.

## Achiziție
În 2007 Noiembrie compania a fost cumpărată de către Priceline.com (NASDAQ: PCLN), devenind a treia cea mai mare achiziție a celei mai mari companii online din lume pentru retail de camere de hotel. De la mijlocul anului 2013 compania oferă mai mult de 285 000 de hoteluri și are un număr de peste 1200 de angajați în toată lumea reprezentând peste 20 de țări. Pagina web este accesibilă în 38 de limbi printre care Chineza (tradițională și simplă), Engleza, Franceza, Germana, Spaniola, Japoneza, Rusa, Coreeana și Thailandeza.

## Rezervare pe Agoda.com
Agoda.com garantează cele mai mici prețuri la camerele de hotel și va egala ori bate prețul mai ieftin găsit de un client la aceeași cameră dar într-un alt loc. De asemenea pagina are mai mult de 5 milioane de recenzii needitate. Serviciul de Relații cu Clienți este disponibilă zilnic 24 de ore, în cele 365 de zile a anului în 17 limbi prin email sau telefon. Agoda.com are de asemenea aplicații pentru platformele iOS și Android care oferă funcționalitatea completă a paginii web.

## Premii
Agoda.com a câștigat titlul de „Cea mai bună pagină de cazare” la premiile Travelmole Web Awards Asia în anii 2008 și 2012.

## Membru în organizații
Agoda.com este membru PATA (Pacific Asia Travel Association) din 2006.